# Rudy LaRusso
Rudolph "Rudy" A. LaRusso (ur. 11 listopada 1937 w Nowym Jorku, zm. 9 lipca 2004 w Los Angeles) – amerykański koszykarz żydowskiego pochodzenia, skrzydłowy, wielokrotny uczestnik spotkań gwiazd NBA.
Podczas swoich najbardziej udanych, pod względem statystycznym, rozgrywek (1967/68) notował średnio 21,8 punktu, 9,4 zbiórki, 2,3 asysty. W trakcie rozgrywek zaliczył natomiast po raz trzeci w karierze udział w NBA All-Star Game. Kolejne rozgrywki należały statystyczne do nie mniej udanych, uzyskiwał bowiem średnio 20,7 punktu, 8,3 zbiórki i 2,1 asysty. Po raz czwarty wziął udział w meczu gwiazd, a  po zakończeniu rozgrywek zasadniczych został zaliczony do drugiego składu najlepszych obrońców ligi. Nieoczekiwanie po tak udanym sezonie zdecydował się zakończyć swoją sportową karierę.
Zaliczył także niewielki epizod filmowy w serialu „Wyspa Gilligana”. W trzecim sezonie pojawił się w odcinku „Bang! Bang! Bang!”, jako agent Michaels.
Zmarł w 2004 roku, w Los Angeles, w wyniku choroby Parkinsona.

## Osiągnięcia
College
- 2-krotny mistrz konferencji (1958-59)[4]
- 2-krotnie zaliczany do All-Ivy League First Team (1958-59)[1]
- Zaliczony do All-East Regional Team (1958)[1]

NBA
- 4-krotny finalista NBA (1962-63, 1965-66)[5]
- 5-krotnie powoływany do udziału w NBA All-Star Game (1962-63, 1966, 1968-69). Z powodu kontuzji nie wystąpił w 1962 roku[6]
- Wybrany do All-NBA Defensive Second Team (1969)[3]